# Teresa, la Obra en Musical
“Teresa, la Obra en Musical” es una pieza única, creada por completo en Argentina que busca, a partir de la atracción popular y masiva del género de la comedia musical, dar a conocer la historia y el testimonio de la Beata Madre Teresa de Calcuta con las características de los musicales argentinos e internacionales que gustan a todos los públicos, un musical para todas las edades.
La vida y el compromiso de la Madre Teresa, una mujer que trasciende el ámbito religioso para convertirse en un modelo contemporáneo y muy necesario para nuestra sociedad, convoca a quienes la ven a asumir sus responsabilidades solidarias. La totalidad de los profesionales, en lo artístico y en lo técnico, que han participado de las temporadas y funciones realizadas en más de una década de presentaciones son de reconocida trayectoria en la escena del quehacer teatral argentino.
El mensaje es claro: la Madre Teresa, un verdadero líder y motivador social nunca abandonó su esencia y su compromiso: fue una monja católica, no una dirigente o una funcionaria.

## El Testimonio de Teresa para una Nación
Por Tito Garabal
	Si la sal pierde su sabor ¿quién salará?.... La imagen puede ser útil para mirar el desafío que tenemos delante para “reconstruir la Nación desde sus bases culturales y morales más profundas” y poder recrear la esperanza. El camino más directo es una solidaridad que construya una “Civilización del Amor”, una auténtica “patria de hermanos”. Pero: ¿cómo hacerlo?, ¿Es posible un cambio tan significativo?
	¡Estoy seguro que sí! ¡Quienes iniciamos el proyecto de esta Obra Musical creemos que sí!, Pero solo si ayudamos a Dios a estar en un mundo que muchas veces quiere prescindir de Él. Es necesario proponer modelos creíbles, con lenguajes modernos, que descubran a “santos de lo cotidiano”.
	La obra llama a la sociedad a esa plenitud. No hay tiempo que perder. Hay dolor, violencias, pobrezas, antivalores que no dejan construir el bien común.
	La MADRE TERESA fue una mujer plena, una religiosa. Su labor y su compromiso es fruto de su encuentro con el Señor. No fue una asistente social, una enfermera solidaria... Fue una mujer de fe cuyo alimento era la oración y comprender que el respeto religioso es más fuerte que una sola religión. Tenemos demasiados “ídolos de barro” queremos proponerle una forma de vida, la de Teresa, y la de quienes se juegan solidariamente por sus prójimos.
	Este obra es una “aventura teatral” desde el género más solidario del teatro que es la “comedia musical”. Todos dependemos de todos, en comunidad. Deseamos ser una ayuda para que la “tierra fértil de los corazones argentinos” crezca en el amor y la solidaridad. 
	Como decía Teresa no importan las obras que hagamos sino el amor que pongamos en cada una. No existen obras grandes y pequeñas pues el amor las hace grandes a todas. Los “pobres de Calcuta” están donde está cada uno de nosotros y son los que sufren (necesitados, solitarios, enfermos, gente sin corazón, desconsolados, corruptos, abandonados, indiferentes, insolidarios...) ¿qué otra pobreza imagina a la que deba dar respuesta?  Ellos son el Cuerpo del Señor y deben ser nuestra prioridad, nuestro compromiso.

## Producción
AREÓPAGO Asociación Civil busca con sus realizaciones acercar propuestas, de orientación católica, pero abiertas a toda persona de buena voluntad que ayuden a construir una patria más fraterna y más humana ayudando a comprender que en la responsabilidad de cada uno se forja la esperanza de una verdadera Nación o comunidad.
"Teresa, la Obra en Musical" se estrenó en 2004 en el Teatro Lola Membrives, Ciudad Autónoma de Buenos Aires, Argentina. En el año 2005 realizó una temporada de 5 meses en el Teatro La Comedia. Y en el año 2006, realizó diez funciones,  muy valoradas por el público y los medios especializados, en Santiago de Chile. 
Además de las temporadas, en el Teatro La Comedia (Ciudad de Buenos Aires) y en Santiago de Chile, se efectuaron presentaciones en San Fernando y San Isidro (Provincia de Buenos Aires), en el Anfiteatro de la Juventud de la Provincia de Formosa, en la Ciudad de La Plata (Provincia de Buenos Aires) frente a la Catedral –por el aniversario fundacional- donde tuvo la enorme ponderación de vecinos, medios de prensa con valoración periodística que difundió con amplitud el evento nivel a nivel local y nacional.
Fue presentada, con entrada libre y gratuita, dentro del Programa Primavera 2008 del Gobierno de la Ciudad de Buenos Aires, en el Anfiteatro de la Costanera Sur (Puerto Madero) a la que concurrieron unas 2000 personas que coincidió con la celebración de los 30 años del comienzo del Pontificado de Juan Pablo II y los 5 años de la Beatificación de la Madre Teresa de Calcuta.
Entre otras de las funciones destacadas de "Teresa, la Obra en Musical" se encuentran las realizadas en el Teatro 25 de Mayo (con entrada libre y gratuita) y el Teatro Del Globo.

## Escenas de "Teresa, la Obra en Musical"
PRIMER ACTO
1 OBERTURA: Comienza la obra, con el funeral de la princesa Diana y la muerte de la madre realizando una comparación entre las dos y una crítica hacia los medios de comunicación, con el Paparazzi como figura.
2 “HIJA DE DIOS”: La escena es el bautismo de Teresa y la presentación de su familia por parte del Paparazzi.
3 “HERMANA DE LORETO”: El llamado a la vocación religiosa y el posterior ingreso en la congregación. Despedida con la madre Dranafile.
4 “PEQUEÑA FLOR”: Presentación musical de Calcuta, con estilos musicales muy variados gran despliegue y brillo escénico, contado de forma absurda y surrealista por el Paparais.
5 “FELICES LOS POBRES”:Teresa en el trabajo diario en Calcuta en Loreto, canción con la madre, encuentro con la mujer abandonada en la calle, el traslado a Darjeling y la llamada dentro de la llamada, canción “ por tu amor”.
6 “LA APROBACIÓN”: La salida de Loreto y el comienzo de su nueva vida como religiosa y misionera de la caridad.
7 “MA-KALI”:El crecimiento de la congregación de manera coreográfica muy visual y cantada, el primer conflicto en el Kalighat con la primera casa de las misioneras, la conversión del joven sacerdote hindú que las quería desalojar junto al pueblo, cuadro musical muy fuerte.
8 “POBRES EN LA LUNA”: El mundo confundido sin entender la profundidad del mensaje de amor de Teresa, cuadro de alta crítica a toda la sociedad, interpelativa.
9 “SHOW DE  TV”: La liviandad de los medios al tratar temas dolorosos, entrevista a Teresa que habla de la pobreza del corazón. Canción “para crecer en el amor”.
10 “CRECER EN EL AMOR”: La Madre Teresa, con sus religiosas, religiosos y quienes descubren su mensaje propone a todos un camino solidario que tiene como mensaje CRECER en el AMOR.
SEGUNDO ACTO
11 “MUNDO FRIO Y DIVIDIDO”: El mundo dividido en dos potencias que acaparan el poder y en afán de competir llegan a hacerlo hasta con sus pobres y así disputarse a Teresa, cuadro musical fuerte, surrealista e irónico, el Paparazzi cree descubrir la realidad, la verdad de la madre, pero en su canción “sabré la verdad”, vuelve a arremeter contra ella terminando el primer acto bien arriba.
12 “FLORECE CALCUTA”: Cuadro alegre, refleja lo cotidiano de la vida en las casa de Calcuta y explica una poca la historia de la congregación, termina el cuadro bailado y muy festivo.
13 “LOS COOPERADORES”: Se representa la actividad de la asociación para ayudar a la orden, pero confundiendo y desviándose del camino y de sus objetivos generales.
14 “DEMONIOS”: Choque con la India por las misiones extranjeras, la prensa por medio del Paparazzi acosa a Teresa con lo mejor que sabe hacer, “preguntar”, aquí se vera los demonios de los que hablaba siempre la madre.
15 “BASTA DE COOPERADORES”: El cierre de asociación de cooperadores 
16  “POBRES, NADA MAS”: Canción de los enfermos en Calcuta.
17 “UN TIEMPO PARA SONREIR”: Final de la obra, reflexión del Paparazzi, comprendiendo la verdad y su conversión, canción entre ambos, entrega del premio Nobel, discurso.
18 “CANCIÓN FINAL”: Tema final coral todo el elenco.
19 “SALUDO FINAL”: Saludos y apagón.